# Borna Sosa
Borna Sosa (* 21. ledna 1998) je chorvatský fotbalista, který hraje jako obránce za anglický Crystal Palace a chorvatskou reprezentaci.

## Reprezentační kariéra
Sosa reprezentoval Chorvatsko na Mistrovství Evropy U17 2015 a Mistrovství světa U17 2015. V květnu 2018 byl nominován do předběžné nominace Zlatka Daliće pro Mistrovství světa ve fotbale 2018 v Rusku, ale do konečné nominace se nedostal. Byl nominován do týmu na Mistrovství Evropy U21 2019 a Mistrovství Evropy U21 2021, z druhé jmenované nominace byl však na poslední chvíli vyřazen kvůli zranění kolena.
Dne 7. května 2021 informovaly Sportske novosti a Sky Sport, že Sosa získal německé občanství z iniciativy německého trenéra Joachima Löwa. O den později, 8. května, Sosa tuto informaci sám potvrdil serveru 24sata. Nicméně 11. května Oliver Bierhoff, technický ředitel Německého fotbalová federace, oznámil, že Sosa není podle pravidel FIFA oprávněn hrát za Německo. O dva dny později, 13. května, se Sosa oficiálně omluvil chorvatské veřejnosti, fanouškům chorvatské reprezentace a Chorvatskému fotbalovému svazu.
Sosa byl poprvé povolán do národního týmu dne 16. srpna 2021 a byl součástí týmu na Mistrovství světa ve fotbale 2022, kde s týmem získal bronzovou medaili.